# Ester Sokler
Ester Sokler (Krško, 4 giugno 1999) è un calciatore sloveno, attaccante dell'Aberdeen.

## Carriera

### Club
Ha giocato nella prima divisione slovena ed in quella scozzese.

### Nazionale
Ha giocato nelle nazionali giovanili slovene Under-18 ed Under-21.

## Statistiche

### Presenze e reti nei club
Statistiche aggiornate al 17 maggio 2025.
| Stagione        | Squadra         | Campionato      | Campionato | Campionato | Coppe nazionali | Coppe nazionali | Coppe nazionali | Coppe continentali | Coppe continentali | Coppe continentali | Altre coppe | Altre coppe | Altre coppe | Totale | Totale |
| Stagione        | Squadra         | Comp            | Pres       | Reti       | Comp            | Pres            | Reti            | Comp               | Pres               | Reti               | Comp        | Pres        | Reti        | Pres   | Reti   |
| --------------- | --------------- | --------------- | ---------- | ---------- | --------------- | --------------- | --------------- | ------------------ | ------------------ | ------------------ | ----------- | ----------- | ----------- | ------ | ------ |
| 2016-2017       | Krško           | 1.SNL           | 3          | 0          | CS              | -               | -               | -                  | -                  | -                  | -           | -           | -           | 3      | 0      |
| 2017-2018       | Krško           | 1.SNL           | 12         | 1          | CS              | 0               | 0               | -                  | -                  | -                  | -           | -           | -           | 12     | 1      |
| 2018-2019       | Krško           | 1.SNL           | 24         | 0          | CS              | 2               | 0               | -                  | -                  | -                  | -           | -           | -           | 26     | 0      |
| 2019-2020       | Krško           | 2.SNL           | 16         | 4          | CS              | 1               | 0               | -                  | -                  | -                  | -           | -           | -           | 17     | 4      |
| Totale Krško    | Totale Krško    | Totale Krško    | 55         | 5          |                 | 3               | 0               |                    | -                  | -                  |             | -           | -           | 58     | 5      |
| 2020-gen. 2021  | Brežice         | 2.SNL           | 11         | 6          | CS              | 1               | 3               | -                  | -                  | -                  | -           | -           | -           | 12     | 9      |
| gen.-giu. 2021  | Celje           | 1.SNL           | 14         | 3          | CS              | 4               | 0               | -                  | -                  | -                  | -           | -           | -           | 18     | 3      |
| 2021-2022       | Celje           | 1.SNL           | 30         | 6          | CS              | 2               | 1               | -                  | -                  | -                  | -           | -           | -           | 32     | 7      |
| Totale Celje    | Totale Celje    | Totale Celje    | 44         | 9          |                 | 6               | 1               |                    | -                  | -                  |             | -           | -           | 50     | 10     |
| 2022-2023       | Radomlje        | 1.SNL           | 30         | 10         | CS              | 1               | 0               | -                  | -                  | -                  | -           | -           | -           | 31     | 10     |
| 2023-2024       | Aberdeen        | SP              | 26         | 1          | CS+CdL          | 3+4             | 1+1             | UEL+UECL           | 2+5                | 0+1                | -           | -           | -           | 40     | 4      |
| 2024-2025       | Aberdeen        | SP              | 21         | 2          | CS+CdL          | 0+7             | 0+5             | -                  | -                  | -                  | -           | -           | -           | 28     | 7      |
| Totale Aberdeen | Totale Aberdeen | Totale Aberdeen | 47         | 3          |                 | 14              | 7               |                    | 7                  | 1                  |             | -           | -           | 68     | 11     |
| Totale carriera | Totale carriera | Totale carriera | 187        | 33         |                 | 25              | 11              |                    | 7                  | 1                  |             | -           | -           | 219    | 45     |

## Palmarès
- Coppa di Scozia: 1

Aberdeen: 2024-2025